# ТЕС Сапеле II
5°55′35.2″ пн. ш. 5°38′40.1″ сх. д. / 5.926444° пн. ш. 5.644472° сх. д.
ТЕС Сапеле II (ТЕС Огороде) — теплова електростанція в Нігерії у південному штаті Дельта. Розташована за 40 км на північ від центру нафтової промисловості Варрі на північній околиці міста Сапеле.
Станція є однією з десяти, спорудження яких здійснювалось у відповідності до оголошеної 2005 року програми стрімкого нарощування можливостей електроенергетики National Integrated Power Projects. Її розмістили на одній площадці із запущеною в кінці 1970-х ТЕС Сапеле. Новий об'єкт, генеральним підрядником будівництва якого виступила японська компанія Marubeni, складається із чотирьох газових турбін компанії General Electric типу 9E одиничною потужністю по 112,5 МВт. В майбутньому можлива його модернізація у парогазову станцію комбінованого циклу.
Електростанція досягла будівельної готовності у 2012 році. Проте через традиційні на той час для Нігерії проблеми з саботажем на газопроводах та енергомережах станом на середину 2017-го об'єкт фактично простоював.
На етапі будівництва проект реалізується через державну компанію Niger Delta Power Holding Company (NDPHC). У середині 2010-х уряд Нігерії оголосив про намір приватизувати всі об'єкти, виконані за програмою National Integrated Power Projects.